# 依安镇
依安镇，是中华人民共和国黑龙江省齐齐哈尔市依安县下辖的一个乡镇级行政单位。

## 行政区划
依安镇下辖以下地区：
东南街社区第一社区、东南街社区第二社区、东南街社区第三社区、东南街社区第四社区、东南街社区第五社区、西南街社区第一社区、西南街社区第二社区、西南街社区第三社区、西南街社区第四社区、西南街社区第五社区、东北街社区第一社区、东北街社区第二社区、东北街社区第三社区、东北街社区第四社区、西北街社区第一社区、西北街社区第二社区、西北街社区第三社区、西北街社区第四社区、新街社区第一社区、新街社区第二社区、新街社区第三社区、新街社区第四社区、新街社区第五社区、新街社区第六社区、新街社区第七社区、新街社区第八社区、东北街社区第五社区、东北街社区第六社区、东北街社区第七社区、东北街社区第八社区、东南街社区第六社区、东南街社区第七社区、东南街社区第八社区、西南街社区第六社区、西南街社区第七社区、西南街社区第八社区、西北街社区第五社区、西北街社区第六社区、西北街社区第七社区、西北街社区第八社区、合心村、东平村和创业村。